# Alexandros Katranis
Alexandros Katranis (Volos, 4 mei 1998) is een Grieks voetballer die in het seizoen 2020/21 door AS Saint-Étienne wordt uitgeleend aan Hatayspor. Katranis is een verdediger.

## Carrière
Katranis stroomde door vanuit de jeugdopleiding van Atromitos FC. Na zijn eerste profseizoen bij de Griekse club, waarin Katranis 23 officiële wedstrijden speelde, haalde AS Saint-Étienne hem naar Frankrijk. De tienvoudige landskampioen telde €800.000 euro voor hem neer, bovendien zou Atromitos ook 15% van de transfersom vangen bij een eventuele doorverkoop. Bij Saint-Étienne kwam hij in zijn eerste seizoen niet aan spelen toe, waarop de Franse club hem tijdens het seizoen 2018/19 verhuurde aan de Belgische eersteklasser Royal Excel Moeskroen. Moeskroen bedong daarbij een aankoopoptie. Katranis maakte het seizoen echter niet eens vol op Le Canonnier: in januari 2019 stuurden de Henegouwers de verdediger terug naar Saint-Étienne. De Franse club leende Katranis daarop meteen voor anderhalf seizoen uit aan zijn ex-club Atromitos. In augustus 2020 volgde een nieuwe uitleenbeurt, ditmaal aan de Turkse neo-eersteklasser Hatayspor.

## Statistieken
| Seizoen        | Club              | Land                 | Competitie         | Competitie | Competitie | Beker | Beker | Internationaal | Internationaal | Totaal | Totaal |
| Seizoen        | Club              | Land                 | Competitie         | Wed.       | Dlp.       | Wed.  | Dlp.  | Wed.           | Dlp.           | Wed.   | Dlp.   |
| -------------- | ----------------- | -------------------- | ------------------ | ---------- | ---------- | ----- | ----- | -------------- | -------------- | ------ | ------ |
| 2016/17        | Atromitos FC      | Vlag van Griekenland | Super League       | 17         | 0          | 6     | 0     | —              | —              | 23     | 0      |
| 2017/18        | AS Saint-Étienne  | Vlag van Frankrijk   | Ligue 1            | 0          | 0          | 0     | 0     | —              | —              | 0      | 0      |
| 2018/19        | → Excel Moeskroen | Vlag van België      | Jupiler Pro League | 8          | 0          | 1     | 0     | —              | —              | 9      | 0      |
| 2018/19        | → Atromitos FC    | Vlag van Griekenland | Super League       | 10         | 0          | 2     | 0     | 0              | 0              | 12     | 0      |
| 2019/20        | → Atromitos FC    | Vlag van Griekenland | Super League       | 22         | 0          | 2     | 0     | 4              | 1              | 28     | 1      |
| 2020/21        | → Hatayspor       | Vlag van Turkije     | Süper Lig          | 2          | 0          | 2     | 0     | —              | —              | '4     | 0'     |
| Carrièretotaal | Carrièretotaal    | Carrièretotaal       | Carrièretotaal     | 59         | 0          | 13    | 0     | 4              | 1              | 76     | 1      |

Bijgewerkt op 22 december 2020.